# Vetpercentage
Vetpercentage is de benaming voor het gewichtspercentage aan vetten (het gewicht aan vetten ten opzichte van het totaalgewicht), zoals dat in het menselijk lichaam of in voeding wordt aangetroffen.
Het vetpercentage is terug te vinden op de voedingswaardedeclaratie, die op de verpakking van voedingsmiddelen is terug te vinden. 
Een voedingsproduct dat 17% vet bevat, bevat per 100 gram product 17 gram aan vetten.
Bij een persoon met een vetpercentage van 17% bestaat 17% van zijn totale lichaamsgewicht uit vetweefsel.